# Kjell Grönwall
Kjell Bertil Grönwall, född 3 februari 1916 i Malmö, död 9 januari 2003 i Simrishamn, var en svensk målare och konsthantverkare. 
Grönwall studerade vid Tekniska skolan och Skånska målarskolan i Malmö. Hans konst består av stilleben och landskap samt ciselering och gravyr i ädla metaller. Grönwall är gravsatt i Simrishamns minneslund.